# Кейсинг, Билл
У́ильям Ча́рльз Ке́йсинг (англ. William Charles Kaysing; 31 июля 1922 — 21 апреля 2005) — американский писатель, получивший известность благодаря книге «Мы никогда не были на Луне» (англ. We never went to the moon) в которой он утверждает, что шесть посадок космической программы «Аполлон» на Луну в период с 1969 по 1972 год носили характер мистификации.

## Биография
В 1956 году поступил на работу в компанию «Рокетдайн» в качестве технического писателя и проработал там 7 лет на должностях, в том числе главы отдела технических публикаций. В 1963 году, занимая должность аналитика публикаций (publications analyst), покинул компанию. В эти годы «Рокетдайн» участвовала в разработке ракетного двигателя Ф-1 для лунной ракеты Сатурн-5.
Астронавт Джеймс Ловелл, прочитав книгу Кейсинга We Never Went to the Moon, в интервью газете Metro в июле 1996 года назвал Кейсинга психованным (wacky). Кейсинг подал на астронавта в суд иск о клевете, однако суд отказался удовлетворить этот иск.
В 1996 году в интервью канадскому журналисту Nardwuar Билл Кейсинг отрицал космический полёт Юрия Гагарина.

## Сочинения
- Kaysing, William. Intelligent Motorcycling (неопр.). — Long Beach, Ca: Parkhurst, 1966. (первоначально опубликована в журнале Cycle World[англ.])
- Kaysing, Bill. Land and how to Buy it For a Few Dollars an Acre (англ.). — Santa Barbara, CA: Paradise Publishers, 1970.
- Kaysing, Bill. How to Eat Well on Less Than a Dollar a Day (англ.). — Santa Barbara, CA: Paradise Publishers, 1970.
- Kaysing, Bill. The Ex-urbanite's Complete & Illustrated Easy-does-it First-time Farmer's Guide: A Useful Book (англ.). — 1st. — San Francisco: Straight Arrow Books[англ.], 1971.
- Kaysing, Bill. The Ex-urbanite's Complete & Illustrated Easy-does-it First-time Farmer's Guide: A Useful Book (англ.). — Revised. — San Francisco: Straight Arrow Books[англ.], 1973. — ISBN 0-87932-047-8.
- Kaysing, Bill. The Robin Hood Handbook (неопр.). — New York: Links Books, 1974. — ISBN 0-82563-024-X.
- Kaysing, Bill; Kaysing, Ruth. Eat Well on a Dollar a Day: Live a Healthier Life at a Fraction of the Cost (англ.). — San Francisco: Chronicle Books[англ.], 1975. — ISBN 0-87701-066-8.
- Kaysing, Bill. Fell's Beginner's Guide to Motorcycling (неопр.). — New York: Frederick Fell Publishers, Inc.[англ.], 1976. — ISBN 0-81190-272-2.
- Kaysing, Bill; Reid, Randy. We Never Went to the Moon: America's Thirty Billion Dollar Swindle! (англ.). — Fountain Valley, CA: Eden Press, 1976.
- Kaysing, Bill; Reid, Randy. We Never Went to the Moon: America's Thirty Billion Dollar Swindle (англ.). — Pomeroy, WA: Health Research Books, 1976.
- Kaysing, Bill. Privacy: How to Get It, How to Enjoy It (неопр.) / Clark, Cathy. — Fountain Valley, CA: Eden Press, 1977.
- Kaysing, Bill. We Never Went to the Moon: America's 30 Billion Dollar Swindle (англ.). — Cornville, AZ: Desert Publications, 1981. — ISBN 0-87947-388-6.
- Kaysing, Bill. Great Hot Springs of the West (неопр.). — Santa Barbara, CA: Capra Press[англ.], 1984. — ISBN 0-88496-211-3.
- Kaysing, Bill. Great Hideouts of the West: An Idea Book for Living Free (англ.). — Port Townsend, WA: Loompanics Unlimited[англ.], 1987. — ISBN 0-91517-962-8.
- Kaysing, Bill. The Senior Citizens' Survival Manual (неопр.). — Mission, KS: Bellwether Press, 1987. — ISBN 0-94413-600-1.
- Kaysing, Bill. Bill Kaysing's Freedom Encyclopedia (неопр.). — New York: Instant Improvement, 1988. — ISBN 0-94168-302-8.
- Kaysing, Bill; Kaysing, Ruth. Eat Well for 99 Cents a Meal (неопр.). — Port Townsend, WA: Loompanics Unlimited, 1996. — ISBN 1-55950-137-5.
- Kaysing, Bill; Kaysing, Ruth. The 99¢ a Meal Cookbook (неопр.). — Port Townsend, WA: Loompanics Unlimited, 1996. — ISBN 1-55950-140-5.